# Chelonoidis chathamensis
La tortuga gigante de San Cristóbal (Chelonoidis chathamensis) es una especie de tortuga de la familia Testudinidae, endémica de una de las islas que componen el archipiélago de las islas Galápagos, perteneciente a Ecuador. Integra el complejo de especies denominado: Complejo Chelonoidis nigra.   

## Distribución y hábitat
Es una especie endémica del noreste de la isla de San Cristóbal, en el archipiélago de las islas Galápagos.
Hábitat
La isla de San Cristóbal tiene una superficie de 55 800 ha, de los cuales el 85 % está protegido mediante un parque nacional, mientras que el resto pertenece al área urbana y rural. Su punto más alto se eleva a 730 m s. n. m.. Es sumamente árida en la costa, con sólo 350 mm de pluviosidad anual, la que llega a 1800 mm en los sectores que rondan los 700 m s. n. m. Su vegetación incluye Calandrinia galapagosa, Lecocarpus darwinii y árboles como Lignum vitae o Matazarna. El mayor cuerpo de agua dulce de todo el archipiélago: la laguna El Junco se ubica en un cráter en la sierra de San Cristóbal, en la mitad sur de la isla. Cerca de allí está La Galapaguera, una estación de cría y refugio de estas tortugas gigantes endémicas.

## Taxonomía

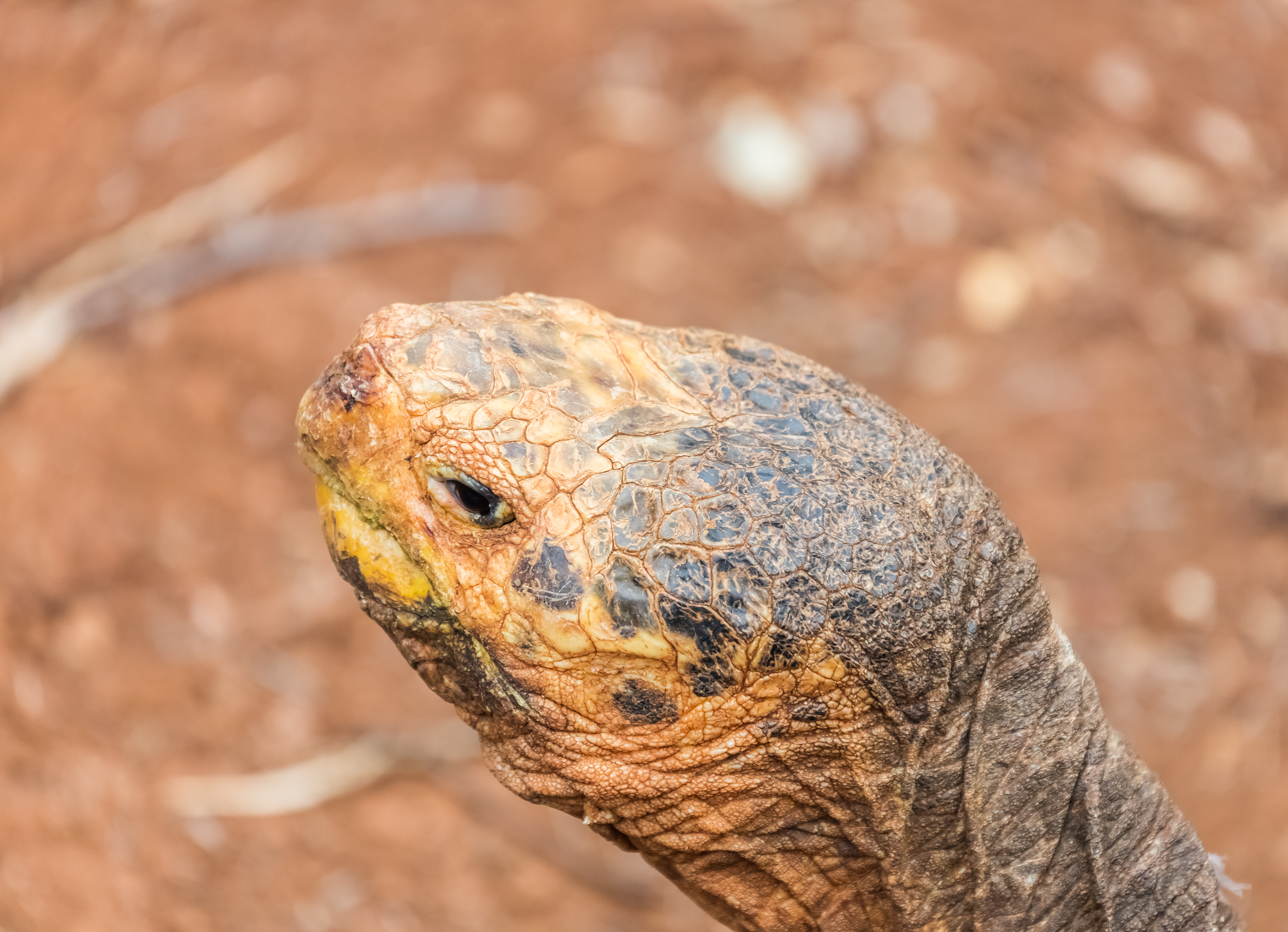
Detalle de la cabeza.

Esta especie integra, junto a los otros taxones, el complejo Chelonoidis nigra el que incluye a todas las especies de tortugas nativas de las islas Galápagos. Anteriormente, este taxón y los demás del complejo, eran considerados subespecies de Chelonoidis nigra, pero nuevos estudios permitieron separarlos como especies plenas.
Descripción original
Esta especie fue descrita originalmente en el año 1907 por John Van Denburgh.
Etimología
La etimología del nombre específico de la especie alude al nombre tradicional en idioma inglés de la isla donde la especie es endémica: Chatham.

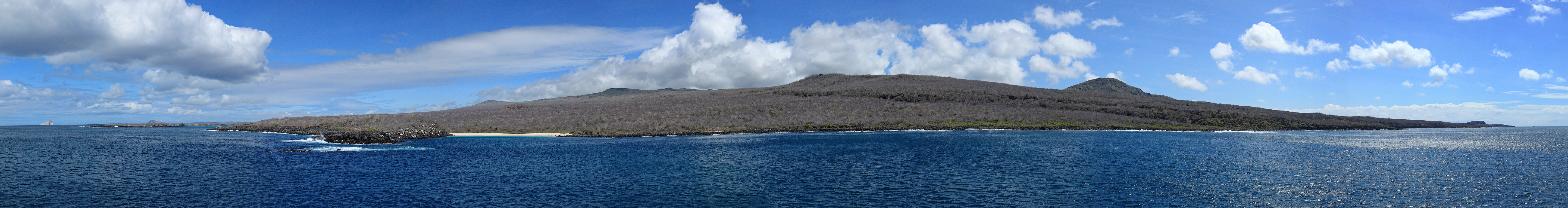
El hábitat de la especie.

## Características y costumbres
Características

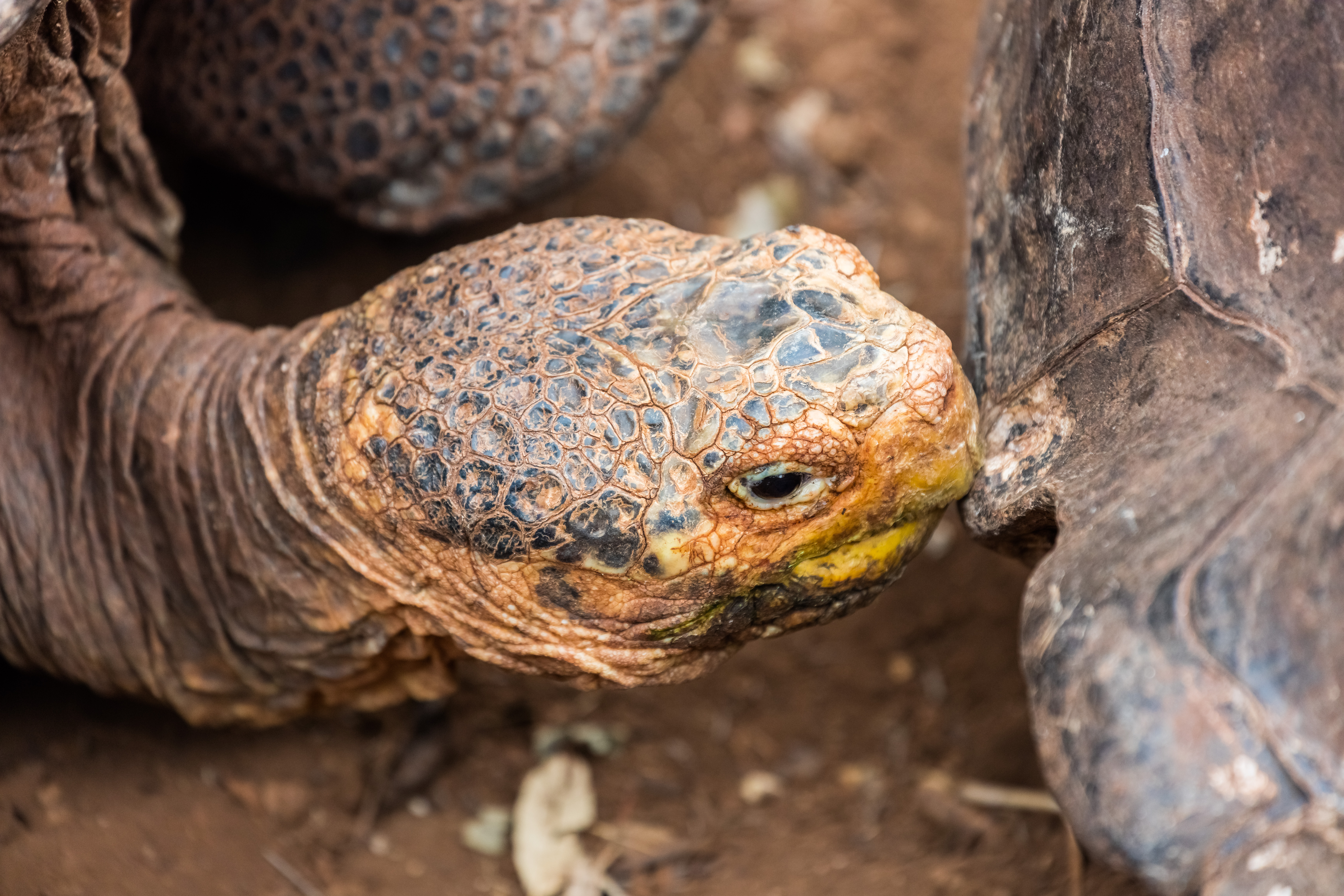
Detalle de la cabeza.

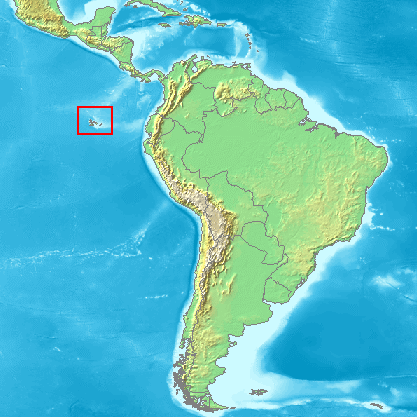
Ubicación del archipiélago de las Galápagos.

Tiene un caparazón ancho y negro, de forma intermedia entre las especies con forma de montura de caballo y abovedadas; los machos adultos son más bien con forma de montura de caballo, pero los machos jóvenes y las hembras son más amplios en el centro y más abovedados. Una forma de caparazón plano, ya totalmente extinta, habitó en las regiones de mayor altitud y más húmedas de la isla, las mismas fueron muy alteradas por el hombre cuando la isla fue colonizada. El ejemplar tipo de esta especie es de esa población extinguida, por lo que es posible que el nombre científico que se le aplica a la especie sobreviviente sea un error.
Alimentación
Se alimenta de frutos silvestres, gramíneas, y cactáceas.

## Conservación
Para la IUCN es una «especie vulnerable». La población original fue fuertemente explotada y casi completamente eliminada. El pisoteo de sus nidos por burros salvajes y la depredación de las crías por poblaciones de perros asilvestrados la ha diezmado, pero el programa de reproducción ha logrado liberaciones exitosas. El enjaulado de los nidos y la erradicación de los perros asilvestrados en la década de 1970 ayudó a la recuperación de la población. Las islas Galápagos fueron declaradas parque nacional en 1959, protegiendo así el 97,5 % de la superficie terrestre del archipiélago. El área restante es ocupada por asentamientos humanos que ya existían al tiempo de la declaratoria, los que poseen 25 000 habitantes.
Población sobreviviente
La cantidad de ejemplares con que cuenta la especie es de 1824 individuos.